# Open Sud de France 2016
L'Open Sud de France 2016 è stato un torneo di tennis giocato su campi in cemento al coperto. È stata la 29ª edizione dell'evento conosciuto prima come Grand Prix de Tennis de Lyon e successivamente come Open Sud de France, ed appartiene alla serie ATP World Tour 250 series nell'ambito dell'ATP World Tour 2016. Gli incontri si sono giocati nella Park&Suites Arena, a Montpellier, in Francia, dall'1 al 7 febbraio 2016.

## Partecipanti

### Teste di serie
| Nazionalità | Giocatore        | Ranking* | Testa di serie |
| ----------- | ---------------- | -------- | -------------- |
| Francia     | Richard Gasquet  | 9        | 1              |
| Croazia     | Marin Čilić      | 13       | 2              |
| Francia     | Gilles Simon     | 15       | 3              |
| Francia     | Benoît Paire     | 18       | 4              |
| Francia     | Gaël Monfils     | 24       | 5              |
| Portogallo  | João Sousa       | 33       | 6              |
| Croazia     | Borna Ćorić      | 40       | 7              |
| Cipro       | Marcos Baghdatis | 46       | 8              |

* Ranking al 18 gennaio 2016.

### Altri partecipanti
I seguenti giocatori hanno ricevuto una wildcard per il tabellone principale:
- Marcos Baghdatis
- Julien Benneteau
- Quentin Halys

I seguenti giocatori sono passati dalle qualificazioni:

- Dustin Brown
- Kenny de Schepper
- Édouard Roger-Vasselin
- Elias Ymer

## Campioni

### Singolare
Richard Gasquet ha sconfitto in finale  Paul-Henri Mathieu per 7-5, 6-4.
- È il tredicesimo titolo in carriera per Gasquet.

### Doppio
Mate Pavić /  Michael Venus hanno sconfitto in finale  Alexander Zverev /  Miša Zverev per 7-5, 7–6(4).